# Luino 1910
L'Associazione Sportiva Dilettantistica Luino 1910 è una società calcistica di Luino (VA). I suoi colori sociali sono il blu e il rosso e attualmente milita nel campionato di Promozione, nel Girone A.
La squadra disputa le sue partite interne allo stadio "Annibale Frossi", ubicato all'interno del Parco Margorabbia a Gorizia, frazione di Luino.

## Storia
Lo sport a Luino ha radici molto antiche. Le due società sportive storiche, la "Forza" e la "Leonina", si dividevano gli atleti attivi in campo ginnico e podistico e non consideravano il calcio quale disciplina sportiva. Con l'introduzione del "riposo settimanale" (la domenica festiva) aumentò considerevolmente il numero dei giovani praticanti le discipline atletiche. Alcuni giovani già attivi in ambito ginnico nella Leonina, tra i quali Isidoro Lazzarini, si staccarono per costituire il primo gruppo di calciatori luinesi.

## La fondazione
La società fu fondata nel 1910 da un gruppo di commercianti e frontalieri svizzeri che, facilitati dai collegamenti ferroviari (Luino è la prima città italiana sulla linea ferroviaria Bellinzona-Novara che già all'epoca vantava un'importante Stazione Ferroviaria "Internazionale"), si recavano spesso in riva al Lago Maggiore per passare qui il fine settimana.
A presiedere il club rossoblù fu il figlio di un noto industriale tessile svizzero (proprietario del Cotonificio Hussy), Augusto Hussy Junior, già da molti anni residente in città. Il Club in breve tempo divenne il polo di aggregazione di molti cittadini svizzeri che abitualmente frequentavano Torino e Milano. Fra questi, i più noti all'epoca erano Paul Arnold Walty (ex Milan 1903 e 1904 e poi Juventus 1905) e lo spedizioniere doganale Hans Züst che da poco tempo aveva aperto un'agenzia di spedizioni a Luino, associandosi in seguito con la ditta Ambrosetti (l'ex Casa di Spedizioni Züst-Ambrosetti, poi Geodis): era un centravanti molto prolifico.

## Il primo campo sportivo
La società per quanto forte dell'apporto di numerosi soci sostenitori non aveva i mezzi finanziari per sostenere l'acquisto e la costruzione di un proprio campo sportivo. In riva al Lago esisteva un vasto appezzamento di terreno incolto di proprietà dei conti Crivelli Serbelloni, che non lo avrebbero concesso per un simile spettacolo pubblico, che all'epoca non era visto di buon occhio. Il terreno fu ottenuto in affitto ad uso coltivazione mandando a trattare a casa Serbelloni un commerciante luinese non conosciuto, il signor Vassena. Il contratto d'affitto fu stipulato con il curatore degli interessi di casa Crivelli Serbelloni, il signor Baggiolini, per nove anni a partire dal maggio 1910.
Quando il proprietario si accorse che il campo non era coltivato ma usato per altri scopi "pedatori", il conte impedì al Luino di montare le porte per circa un mese (venivano smontate perché il primo che passava portava via i pali incustoditi per ardere la legna). Il presidente Hussy fu chiamato a rendere conto del cambio di destinazione e rifondere i danni subiti per la perdita di valore, i "necessari" chiarimenti, come li chiamava il conte Crivelli Serbelloni. In ogni caso il club aveva già acquistato un buon "peso" e notorietà in ambito cittadino in fatto di feste private e spettacoli pubblici e si addivenne ad un compromesso che permise ai rossoblù di disporre di uno dei più grandi campi dell'epoca (all'incirca 110x65).

## I primi campionati di calcio
I rossoblù ripresero gli allenamenti a fine estate e nella prima trasferta a Pallanza si imposero con un netto 5-0 schierando:

Franck; Wein, Nägeli; Belloni, Zgraggen, Lazzarini; Dose, Kamper, Züst, Enderlin, Confortorio. Assente Paul Walty.
La società aveva pochi mesi di vita quando durante l'assemblea presso l'Albergo della Posta del 2 novembre 1910 fu approvata a pieni voti l'affiliazione alla F.I.G.C. e si iniziarono le trattative col conte Crivelli Serbelloni perché concedesse che fosse recintato il campo sportivo, cosa che avrebbe permesso alla società di far pagare il biglietto d'ingresso. Si fissarono gli allenamenti alle ore 10 di ogni domenica mattina.
Dai cantoni centrali della Svizzera, soprattutto dal Canton San Gallo, si erano uniti al gruppo dei giocatori luinesi un cospicuo e tecnicamente ben attrezzato numero di giocatori elvetici, dilettanti che avevano già alle spalle almeno 6 o 7 anni di esperienza di calcio giocato. La squadra con le sue giocate di fino era uno spettacolo a vedersi e il campo di Sant'Onofrio si riempiva sempre di più di spettatori.
Sul proprio campo erboso ben curato il Luino andava alla grande, ma l'impatto con i campi piccoli e sterrati delle squadre milanesi fu piuttosto duro; le squadre milanesi erano molto ostiche e lottavano con gran foga su ogni pallone senza alcun timore reverenziale. L'ammissione dei rossoblù al campionato di Seconda Categoria 1910-11 fu quasi un atto dovuto, visto il tasso tecnico acquisito dall'undici luinese, ma gli avversari all'epoca erano solo squadre milanesi, visto che al "girone della provincia" risultava essere iscritto solo il Luino. In pratica senza giocare si arrivò alla finale con la vincente milanese, l'A.C. Libertas di Milano, che dei luinesi il 13 marzo 1911 all'Arena Civica si fece un solo boccone: 6-2.
Quando nel febbraio del 1912 da Torino si propose l'istituzione della promozione alla massima categoria nazionale (la Prima Categoria) il Luino fu considerato alla stregua delle migliori squadre della categoria inferiore ed inserito tra le più accreditate protagoniste del nuovo campionato di Promozione. Ma le cose non andarono come da previsioni. All'inizio del campionato la maggior parte dei giocatori svizzeri abbandonarono la squadra per motivi professionali e a giocare il campionato di Promozione 1912-13 rimase solo il portiere Gloor e qualche altro svizzero proveniente dalle riserve. Il tracollo fu immediato: i giocatori italiani non erano all'altezza degli svizzeri e alla prima squadra non riuscì il forzato "ricambio generazionale", risultando ultima in classifica al primo e secondo campionato ufficiale.

## Il primo dopoguerra
Alla ripresa al rientro dalla Prima guerra mondiale molti giovani si unirono agli italiani cresciuti nel triennio 1912-15, ma i tempi erano ormai cambiati: squadre nuove con maggiori mezzi finanziari la sopravanzarono ed il calcio non era più l'unico sport spettacolo a cui i giovani si offrivano in massa. A Luino sorse un Auto Moto Club molto attivo, che organizzava una classica ogni anno: la Luino-Agra.
Che fosse difficile ripianare ogni anno il bilancio se n'era accorto il cassiere quando alla raccolta delle sottoscrizioni e sovvenzioni vedeva regolarmente diminuire gli introiti, mentre il bilancio consuntivo (1920-1921) ormai arrivava a 21.725 lire (con un disavanzo di lire 6.955) ed era sempre più difficile far concorrenza agli altri sodalizi sportivi cittadini proponendo qualcosa di nuovo.
La fusione con il Moto Club Luinese fu il necessario passo verso la riduzione dei costi, ma altre ben più dure prove (non calcistiche) attendevano la nuova società. L'improvvisa visita delle Regie Guardie di Finanza alla "Luinese" all'inizio del 1922 fu il colpo più duro che la società dovette subire.
La ricezione di un avviso di accertamento per mancato pagamento del "bollo sugli spettacoli pubblici", all'epoca quantificato nel 25% oltre il normale prezzo del biglietto d'ingresso (bollo che la società non aveva a lungo pagato), portarono la società al tracollo definitivo. Quasi inutili i tentativi di interessare l'onorevole Baranzini al Ministero delle Finanze a Roma per il condono della grossa multa (varie migliaia di lire) attraverso le conoscenze presso l'Intendenza di Finanza di Como.

## La ripresa dopo cinque anni
Per iniziativa del podestà di Luino e dell'infaticabile Isidoro Lazzarini la società fu ricostituita con la nuova denominazione Juventus F.C. di Luino ed iscritta al campionato uliciano del neocostituito Comitato U.L.I.C. di Varese. Il presidente fu il molto attivo dottor Riccardo Margaritella, sindaco, ora amministratore delegato della Banca Popolare di Luino.
Entusiasmo alle stelle a galvanizzare i giovani luinesi che, vinto il girone A della Prima Categoria Varesina, si imposero superando alle finali in G.S. Caproni di Vizzola Ticino, l'Atletica Malnatese di Malnate e la S.G. Persevera di Tradate.
La Juventus di Luino chiuse il campionato Varesino di Prima Categoria U.L.I.C. imbattuto con 12 vittorie all'attivo con la seguente formazione tipo:

Cipolla; Corti, Beretta (Bevilacqua I); Miravalle, Brigatti, Scolari, (Bevilacqua II), Gianoli, Pedroni, Salvi (Ranzani), Costa (Bobba), Giovannelli.
Il passo successivo fu il ritorno ai campionati regionali lombardi F.I.G.C. alternando bei campionati a attività ridotta al lumicino durante il periodo della Guerra d'Etiopia.

## Il dopo 1945
Il momento più alto del Luino F.B.C. si ebbe nell'immediato dopoguerra. Nel campionato di Promozione Interregionale 1948-49 fu primo con tre punti di vantaggio sul Pray e cinque sui rivali del Laveno. Nella stagione successiva nel girone A della Serie C 1949-1950, si classificò 16º a pari punti con la Pro Vercelli.
Tra le due formazioni fu necessario uno spareggio per determinare l'ultima retrocedente ai campionati regionali. Lo spareggio fu disputato a Legnano il 2 luglio 1950 e vide prevalere il Luino grazie ad un gol nei tempi supplementari. Nel campionato 1950-1951 il Luino si classificò al penultimo posto a ben dieci punti dalla salvezza e abbandonò la Serie C per sempre.
In quegli anni annoverò tra i suoi allenatori il campione olimpico di Berlino 1936, Annibale Frossi.
Da allora il Luino si è alternato tra i campionati di Eccellenza, Promozione, Prima, Seconda e Terza Categoria.

## Il campo sulla riva del Lago Maggiore
Avere il campo di calcio vicino al Lago Maggiore non è sempre stato un vantaggio per il F.B.C. Luino; zona ottimale per attirare gli spettatori che passeggiavano sul lungolago, ha avuto anche i suoi lati negativi. Per almeno tre volte durante alcune eccezionali piene il Lago Maggiore è esondato, compromettendo la domenica sportiva dei luinesi e la sede della società che ha dovuto essere sgombrata e ripulita.

## La rifondazione
Nel 2015, data la proficua collaborazione ed amicizia tra l'F.B.C. Luino 1910 e A.C. Maccagno, si è giunti alla convinzione che i tempi fossero ormai maturi per compattare la sana passione sportiva e sociale per i propri territori. Nasce così l'Associazione Sportiva Dilettantistica Luino Maccagno 1910 con colori rosso, giallo, blu, con lo spirito di offrire ai giovani appassionati l'intero percorso calcistico. Il Maccagno ha ceduto i diritti sportivi alla società nascente permettendole di partecipare alla Seconda Categoria, mentre il Luino metterà a disposizione il Parco Margorabbia per svolgere le gare ufficiali, oltre che a far mantenere alla società l'anzianità sportiva che vede l'anno di fondazione nel 1910.
Nell'estate del 2019 la società torna alla denominazione di Luino 1910 ed ai colori rossoblù. Dopo una stagione in Seconda Categoria, passa in Prima e vi rimane fino alla stagione 2023-2024 quando vince la Coppa Lombardia di Prima Categoria e viene promosso in Promozione.

## Palmarès

### Competizioni regionali
- Seconda Divisione: 1

1938-1939 (girone D)
- Prima Categoria: 4

1960-1961 (girone D), 1963-1964 (girone D), 1984-1985 (girone F), 2004-2005 (girone L)
- Seconda Categoria: 2

1973-1974 (girone F), 2019-2020 (girone Z)

### Onorificenze
- Stella d'argento C.O.N.I.

1980